# Walter Zimmermann (Komponist)
Walter Zimmermann (* 15. April 1949 in Schwabach) ist ein deutscher Komponist, Autor und Hochschullehrer.

## Leben und Wirken
Frühzeitig lernte Zimmermann Klavier, Violine und Oboe. Bereits  mit zwölf Jahren begann er zu komponieren, besuchte das Humanistische  Gymnasium in Fürth und studierte Klavier bei Ernst Gröschel. Von 1968 bis 1970 war er Pianist im ars-nova-ensemble in Nürnberg und begann ein Kompositionsstudium bei Werner Heider. Ab 1970 studierte er bei Mauricio Kagel in Köln und wechselte an das Institut für Sonologie in Utrecht; außerdem war er bis 1973 am ethnologischen Zentrum Jaap-Kunst in Amsterdam tätig.
1974 begab er sich nach Amerika, wo er in Hamilton Computermusik studierte. Hier erschien 1976 auch sein erstes Buch Desert Plants: Conversations with 23 American musicians, dem sich Aufnahmen von Volksmusik in der Oase Siwa, in einem Ghetto in Pittsburgh, und in einem Indianerreservat in Montana anschlossen. Nach Deutschland zurückgekehrt, veranstaltete er Konzerte im Beginner Studio, einer ehemaligen Fabrikhalle in Köln. Für seine Arbeiten erhielt er unter anderem 1980 das Bernd-Alois-Zimmermann-Stipendium der Stadt Köln und 1981 den ersten Preis Ensemblia Mönchengladbach. Nachdem er 1981 sein zweites Buch Insel Musik veröffentlicht hatte, war er 1982 und 1984 als Dozent in Darmstadt tätig und nebenher von 1980 bis 1984 als Kompositionslehrer am Conservatoire de Liège aktiv.
Nachdem 1985 sein drittes Buch Morton Feldman Essays erschienen war, zog er über Berlin nach Rom. Hier erhielt er 1988 den Prix Italia für das Werk Die Blinden und nahm im gleichen Jahr einen Lehrauftrag in Den Haag am Koninglijk Conservatorium an. Zugleich war er in Frankfurt tätig und erhielt 1989 den Schneider-Schott-Musikpreis Mainz. Von 1990 bis 1992 arbeitete er als Kompositionslehrer in Karlsruhe und organisierte in dieser Zeit in Frankfurt gemeinsam mit Stefan Schädler das Festival Anarchic Harmony (zum 80. Geburtstag von John Cage).
Ab 1993 war er Professor für Komposition  an der Hochschule der Künste Berlin, seit 1996 zudem Dozent der June in Buffalo (USA) und 2003 Gastprofessor für ein Studienjahr an der Escola Superior de Música de Catalunya in Barcelona. 2005 trat er weiterhin die Stelle eines Lecturer Julliard School an der Columbia University in New York an. Auch war er Dozent der Universidad de Alcalá de Henares in Spanien, 2006 Lecturer am Schanghaier Conservatory und am Beijing Central Conservatory sowie ab 2006 Mitglied der Akademie der Künste. 2007 wurde er Composer in Residence am New England Conservatory of Music in Boston. 2009 folgte die Ernennung zum Ehrenprofessor des Central Conservatory of Music in Peking.

## Auszeichnungen
- 1986 Stipendium der Deutschen Akademie Villa Massimo[2]
- 1989 Schneider-Schott-Musikpreis Mainz gemeinsam mit Herbert Henck